# Красуня і чудовисько (фільм, 2014)
«Красуня і чудовисько» (фр. La belle et la bête) — фентезійний фільм 2014 року, режисера Крістофа Ганса. Фільм знятий за мотивами казки Жанни-Марі Лепренс Де Бомонт «Красуня і чудовисько». Світова прем'єра фільму відбулася 12 лютого 2014 року.

## Зміст
Дочка купця, смілива і відважна Белль, вирушає до замку чудовиська, щоб врятувати життя свого батька. Опинившись в замку, Белль потрапляє в потойбічний світ чарівництва, фантастичних пригод і загадкової меланхолії. Виявляється, що чудовисько, яке наганяло жах на всю округу, дуже нещасне, а в його грудях б'ється добре серце. Белль дедалі більше переймається симпатією до свого жахливого пана. Завдяки палкому серцю і хоробрості, вона долає всі небезпеки, щоб зняти зловісні чари з чудовиська. Але це відбудеться, тільки якщо його зможе покохати прекрасна дівчина.

## Ролі
| Актор             | Роль         |
| ----------------- | ------------ |
| Леа Сейду         | Белль        |
| Венсан Кассель    | чудовисько   |
| Андре Дюссольє    | батько Белль |
| Едуардо Норьєга   | Пердюкас     |
| Одрі Ламі         | Анн          |
| Жонатан Демурже   | Жан-Батіст   |
| Івонн Каттерфельд | принцеса     |
| Деян Бучин        | Луї          |
| Сара Жиродо       | Клотильда    |

## Музичний супровід
Саундтрек композитора П'єра Адено (фр. Pierre Adenot). Кінцеву пісню "Чи будете ви кохати мене?" співає Йоанн Фреже, переможець 2-го сезону французького The Voice.

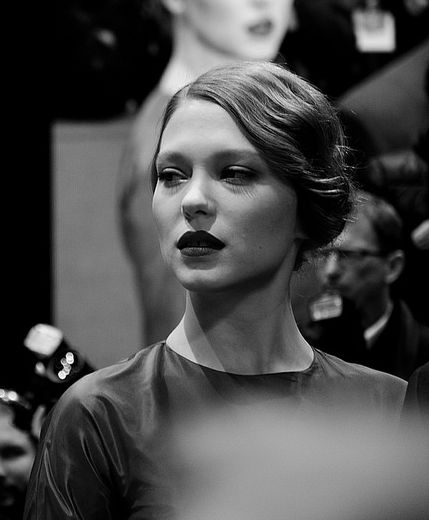
Леа Сейду на Берлінському кінофестивалі у 2014 році.

| #   | Назва                                 | Тривалість |
| --- | ------------------------------------- | ---------- |
| 1.  | «Il était une fois un riche marchand» |            |
| 2.  | «Perducas»                            |            |
| 3.  | «Dans la tourmente»                   |            |
| 4.  | «Le château de la Bête»               |            |
| 5.  | «Tadums»                              |            |
| 6.  | «Le rosier»                           |            |
| 7.  | «Départ chez la Bête»                 |            |
| 8.  | «La princesse et les lucioles»        |            |
| 9.  | «Premier repas»                       |            |
| 10. | «Cache-Cache»                         |            |
| 11. | «La biche»                            |            |
| 12. | «Une autre valse»                     |            |
| 13. | «Sur le lac gelé»                     |            |
| 14. | «Revenez papa chéri»                  |            |
| 15. | «Chasse et mort de la princesse»      |            |
| 16. | «Le danger»                           |            |
| 17. | «Pillage»                             |            |
| 18. | «Dieu de la forêt»                    |            |
| 19. | «Perducas contre la Bête»             |            |
| 20. | «Épilogue»                            |            |

## Цікаві факти
В основу сюжету картини лягла однойменна казка французької письменниці Жанни-Марі Лепренс де Бомон.
Події розгортаються в 1720 році, коли купець після катастрофи корабля виявляється у вигнанні зі своїми шістьма дітьми в сільській місцевості. Одного разу батько для однієї зі своїх дочок, молодшенької Белль, милою і мрійливої дівчинки, зриває троянди в випадково виявленому чарівному володінні дивної істоти. Цей звір примовляє невдалого торговця за крадіжку квітів зі свого саду до смерті.
Белль, відчуваючи відповідальність за настільки страшну долю, що спіткала її батька, вирішує принести себе в жертву. Однак звір карати її не хоче, і пропонує дівчині пожити в його красивому чарівному замку. Кожен день Белль проводить там на самоті і лише тільки вечорами зустрічається з гостинним господарем під час вечері. З часом дівчина і істота прив'язуються один до одного…